# Theranostik
Theranostik, seltener auch Theragnostik genannt,  ist ein Kofferwort, das aus den beiden Begriffen Therapie und Diagnostik gebildet wird.
Unter Theranostik versteht man die zunehmend engere Verzahnung von Diagnostik und Therapie. Ziel der Theranostik ist es, die richtige Therapie für den richtigen Patienten zum richtigen Zeitpunkt zu ermöglichen.
Theranostik ist die therapiebegleitende Diagnose, mit dem Ziel einer patientenspezifischen Therapie. Zu den Hauptelementen der Diagnose in der Theranostik zählen die Bestimmung der genetischen Prädisposition, die Charakterisierung des Stadiums der Krankheit und das Monitoring des Heilungsfortschritts. Mittels Theranostik soll unter anderem die Eignung und Wirksamkeit eines Arzneimittels für eine bestimmte Krankheit an einem individuellen Patienten bestimmt werden.
Im englischen Sprachraum werden im Zusammenhang mit theranostics sehr häufig auch die Begriffe personalized medicine und predictive medicine verwendet.

## Die „klassische“ Vorgehensweise
In der bisher üblichen Vorgehensweise stellt der behandelnde Arzt die Diagnose anhand der Symptome des Patienten. Darauf baut er die nachfolgende Therapie auf. Dabei wird er teilweise von Ergebnissen aus Laboruntersuchungen und Bildgebungsverfahren unterstützt. Der Erfolg der eingeleiteten Therapie wird meist durch das Verschwinden der Symptome bestimmt. Dies ist prinzipiell erst zu einem späten Zeitpunkt der Behandlung möglich.

## Das Theranostik-Konzept
Die Befürworter des Theranostik-Konzeptes sagen einen Wandel des Gesundheitssystems von einem Krankenservice zu einer Gesundheitsdienstleistung voraus. Hierbei soll die Erhaltung der Gesundheit (Wellness) im Mittelpunkt stehen.
Um dieses Konzept realisieren zu können, ist eine umfassende Diagnostik erforderlich, welche die Prädispositionen erkennt und Veränderungen des Gesundheitsstatuses in einem möglichst präsymptomatischen Stadium, das heißt bevor der Patient selbst die Symptome seiner Krankheit wahrnimmt, erfassen kann.
Hierbei werden im Wesentlichen in-vitro-diagnostische Verfahren, wie beispielsweise DNA-Chip-Technologien, verwendet. Die bildgebenden Verfahren, vor allem die Molekulare Bildgebung, werden für die Frühdiagnostik an Bedeutung weiter zunehmen. Damit können Diagnosen zu einem sehr frühen Zeitpunkt im Krankheitsverlauf gestellt werden, noch bevor sich die molekularen Veränderungen in anatomischen
Umstrukturierungen zeigen. Beispielsweise könnten so Tumorerkrankungen bis zu 7 Jahre früher als mit den heutigen Techniken diagnostiziert werden.

## Beispiele für Theranostik
Einige erste Ansätze der Theranostik sind bereits realisiert. Ein Beispiel für hierfür ist die individualisierte Chemotherapie durch In-vitro-Chemosensitivitätsbestimmung.
Von einigen Autoren wird der 25. September 1998 als „Geburtsstunde“ der Theranostik gesehen, als die FDA die Zulassung für Trastuzumab (Herceptin®, Genentech) für die Behandlung von Brustkrebs im Stadium IV und für HercepTest® (Dako) zur Diagnose der Überexpremierung von Her2 erteilte.
Beide Beispiele sind jedoch nur erste Ansätze der Theranostik, die von dem eigentlichen Konzept – der möglichst frühzeitigen Erkennung von Krankheiten auf molekularer Ebene – noch weit entfernt sind.